# Clark Mills
Clark Mills (Michigan, 1915 – Clearwater, 11 dicembre 2001) è stato un progettista statunitense, costruttore di imbarcazioni.
È noto per essere stato l'inventore e progettista dell'Optimist: nel 1947 Mills ideò gli Optimist pensando a un'imbarcazione per bambini che costasse meno di 50 dollari.